# Steirastoma genisspinum
Steirastoma genisspinum là một loài bọ cánh cứng trong họ Cerambycidae.